# كلية الهندسة (جامعة بورسعيد)
كلية الهندسة جامعة بورسعيد هي كلية حكومية مصرية أنشئت تحت مسمى المعهد العالى الصناعى ببورسعيد عام 1961 وذلك ضمن المعاهد العليا الصناعية المتخصصة التابعة لوزارة التعليم العالى.

## التاريخ
في 1968، تم تهجير المعهد إلى مدينة القاهرة بموقع المعهد العالى الصناعى بالمطرية (كلية الهندسة والتكنولوجيا بالمطرية. جامعة حلوان حالياَ) وذلك نتيجة لحرب 1967.
في 1975، صدر القرار الجمهورى بإنشاء جامعة حلوان لتضم المعاهد العليا التابعة لوزارة التعليم العالى في هذا الوقت ككليات بها وسميت الكلية باسم كلية الهندسة والتكنولوجيا ببورسعيد. جامعة حلوان.
في عام 1976، أنشئت جامعة قناة السويس بالقرار الجمهورى رقم 93 لسنة 1976 وضمت الكلية إليها باسم كلية الهندسة والتكنولوجيا ببورسعيد- جامعة قناة السويس، وفى نفس العام بدأت عودة الكلية من المهجر، حيث بدأت الدراسة ببورسعيد (بموقع المعهد الفنى الصناعى) على مراحل تشمل طلبة السنة الأولى ببورسعيد مع استمرار تخريج الدفعات المتبقية في مقر كلية الهندسة والتكنولوجيا بالمطرية بالقاهرة.
في عام 2010، صدر القرار الجمهورى رقم 156 في 24 فبراير 2010 بتحويل فرع بورسعيد إلى جامعة بورسعيد وبذلك أصبحت الكلية بمسمى: "كلية الهندسة – جامعة بورسعيد"، وكذلك تم أنفصال الفصول الدراسية بالاسماعيلية لتصبح نواة لكلية الهندسة-جامعة قناة السويس.

## الأقسام
- قسم هندسة الحاسبات ونظم التحكم
- قسم هندسة الاتصالات و الالكترونيات
- قسم هندسة القوي الكهربية
- قسم هندسة القوى الميكانيكية
- قسم الهندسة الكيميائية
- قسم هندسة الإنتاج والتصميم الميكانيكي
- قسم الهندسة المدنية
- قسم الهندسة البحرية وعمارة السفن
- قسم الفيزيقا والرياضيات الهندسية
- قسم هندسة العمارة والتخطيط العمراني
- برنامج هندسة الغاز الطبيعي
- برنامج هندسة التشييد و البناء